# Dos (álbum de Fanny Lu)
Dos es el segundo álbum de la cantante colombiana Fanny Lu lanzado en Colombia el 8 de diciembre de 2008. Entró en el puesto 5 de la lista de álbumes más vendidos de Colombia. El primer sencillo elegido para promocionar este disco fue «Tú no eres para mí», una canción pegadiza con la que consiguió posicionarse entre los primeros puestos de la lista de éxitos colombiana. Después vinieron «Celos» y «Corazón perdido». Fanny Lu es coautora de ocho de los once temas que componen Dos y coproductora del mismo. Este trabajo no sólo tuvo éxito en Latinoamérica, también consiguió el reconocimiento del mercado español. Por ello, la artista colombiana realizó una gira por España que le llevó a ciudades como Madrid, Barcelona, Santa Cruz de Tenerife y Santiago de Compostela. El 4 de mayo de 2010 se lanza la edición deluxe de Dos en la que se incluye la canción inédita «Mar de amor», varios remixes del primer sencillo «Tú no eres para mí» y la versión urbana de «Celos», lanzada como sencillo para promocionar esta reedición. También se incluyó un DVD con los vídeos oficiales de los sencillos del disco.

## Lista de canciones
| Dos |                                       |                                       |          |  |
| N.º | Título                                | Escritor(es)                          | Duración |  |
| 1.  | «Corazón perdido»                     | Fanny Lu, Andrés Munera, José Gaviria | 3:12     |  |
| 2.  | «Tú no eres para mí»                  | Fanny Lu, Munera, Gaviria             | 3:43     |  |
| 3.  | «Te va a costar (la,la,la)»           | Munera, Gaviria                       | 4:01     |  |
| 4.  | «Amor sincero»                        | Gaviria                               | 3:54     |  |
| 5.  | «Un minuto más» (con Nahuel Schajris) | Fanny Lu, Nahuel Shajris              | 3:51     |  |
| 6.  | «Celos»                               | Perales                               | 2:52     |  |
| 7.  | «Ya no puedo más»                     | Fanny Lu, Munera                      | 3:20     |  |
| 8.  | «Mañana es otro día»                  | Fanny Lu, Munera, Gaviria             | 3:20     |  |
| 9.  | «No renuncio»                         | Gaviria                               | 3:35     |  |
| 10. | «Lloro por ti»                        | Gaviria                               | 3:34     |  |
| 11. | «Mi rutina para amar»                 | Fanny Lu, Munera                      | 3:23     |  |

| Dos (Edición deluxe: bonustrack) (Disco 1) |                                                                 |          |  |
| N.º                                        | Título                                                          | Duración |  |
| 1.                                         | «Corazón perdido»                                               | 3:12     |  |
| 2.                                         | «Tú no eres para mí»                                            | 3:43     |  |
| 3.                                         | «Te va a costar (la,la,la)»                                     | 4:01     |  |
| 4.                                         | «Amor sincero»                                                  | 3:54     |  |
| 5.                                         | «Celos»                                                         | 2:52     |  |
| 6.                                         | «Ya no puedo más»                                               | 3:20     |  |
| 7.                                         | «Mañana es otro día»                                            | 3:20     |  |
| 8.                                         | «No renuncio»                                                   | 3:35     |  |
| 9.                                         | «Lloro por ti»                                                  | 3:34     |  |
| 10.                                        | «Mi rutina para amar»                                           | 3:23     |  |
| 11.                                        | «Mar de amor»                                                   | 3:12     |  |
| 12.                                        | «Tú no eres para mí» (Angel Y Khriz Mashup) (con Angel Y Khriz) | 3:37     |  |
| 13.                                        | «Tú no eres para mí» (George Figares Remix)                     | 3:46     |  |
| 14.                                        | «Tú no eres para mí» (Babyfunk Remix)                           | 4:49     |  |
| 15.                                        | «Tú no eres para mí» (Alternate Video Version)                  | 3:49     |  |
| 16.                                        | «Celos» (Urban Remix) (con JKing & Maximan)                     | 3:45     |  |

| Dos (Edición deluxe: dvd video) (Disco 2) |                                                         |          |  |
| N.º                                       | Título                                                  | Duración |  |
| 1.                                        | «Tú no eres para mí» (Videoclip)                        | 3:49     |  |
| 2.                                        | «Celos» (Videoclip)                                     | 2:56     |  |
| 3.                                        | «Celos» (Urban Remix) (Videoclip) (con JKing & Maximan) | 4:49     |  |

- La canción "Un minuto más" no se incluye en esta reedición.

## Posiciones y certificaciones

### Semanales
| País          | Ranking         | Primera semana | Posición de ingreso | Mejor posición | Semanas en la mejor posición | Semanas en el ranking | Última semana |
| ------------- | --------------- | -------------- | ------------------- | -------------- | ---------------------------- | --------------------- | ------------- |
| Latinoamérica |                 |                |                     |                |                              |                       |               |
| Colombia      | Top 100 álbumes | 16-12-2008     | 1                   | 1              | 1                            | 90                    | 14-10-2010    |

### Copias y certificaciones
| País          | Proveedor | Año  | Certificación | Copias certificadas (según IFPI) |
| Latinoamérica |           |      |               |                                  |
| Colombia      | ASINCOL   | 2008 | Oro           | +10.000                          |
| México        | AMPROFON  | 2008 | Oro           | +30.000                          |
| Venezuela     | APFV      | 2008 | Oro           | +5.000                           |